# Rehren (Adelsgeschlecht)

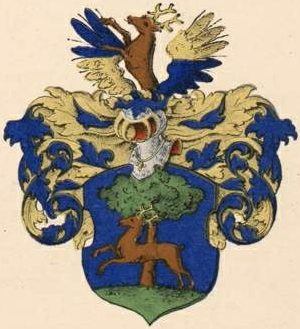
Familienwappen derer von Rehren

Rehren ist der Familienname eines baltisch-schwedischen Adelsgeschlechts, welches mit Johann von Rehren (1645–1689) auf der estländischen Insel Ösel auftritt. Johann von Rehren wurde 1675 in den schwedischen Adelsstand erhoben, jedoch nicht in das Ritterhaus eingetragen. Das Adelsgeschlecht hatte mehrere Besitzungen und brachte überwiegend höhere Offiziere hervor.

## Geschichte
Johann Rehren ist der Stammvater der Adelsfamilie, seine Herkunft und seine Ahnen blieben unbekannt. Nach seinem Studium wurde er Güterrevisor auf Ösel und übte 13 Jahre lang das Amt eines Land- und Gouvernements-Sekretärs aus. Im Anschluss daran wurde er Assessor am öselschen Landgerichts. In dieser Funktion wurde er 1675 in Stockholm von König Karl XI. (1655–1697) geadelt aber nicht in das schwedische Ritterhaus aufgenommen. Seine Güter Brakelshof und Uppel tauschte er gegen die Krongüter Metzküll, Laugo und Nurms ein, die im Lehnsbesitz des Grafen Magnus Gabriel De la Gardie waren. Somit blieben die Güter im Besitz der Familie Rehren und seine Nachkommen auf Ösel ansässig, das Geschlecht wurde 1896 unter der Matrikelnummer 72 in die Öselsche Ritterschaft aufgenommen.

## Persönlichkeiten

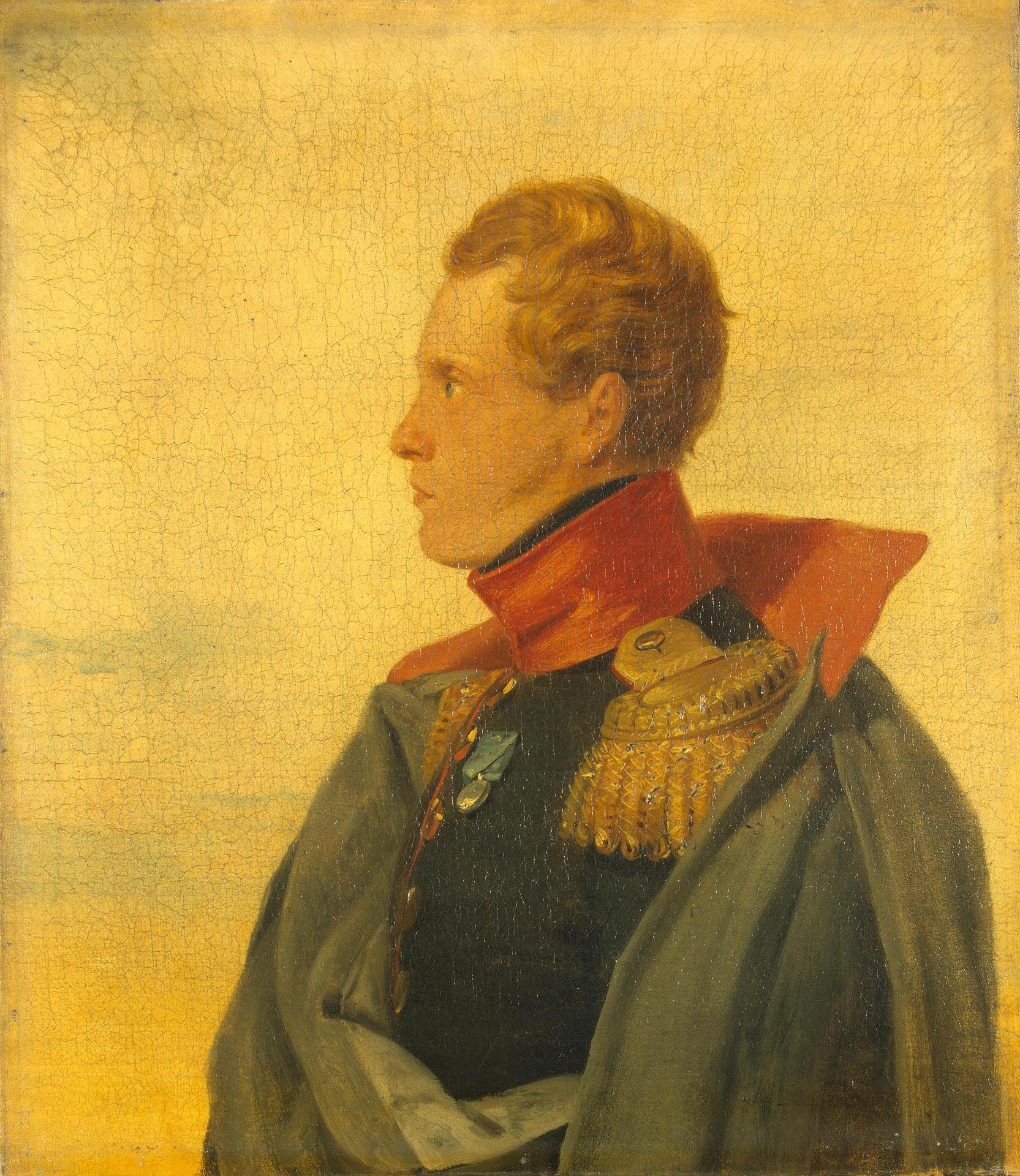
Kaiserlich-russischer Generalmajor Johann Friedrich von Rehren (1775–1813)

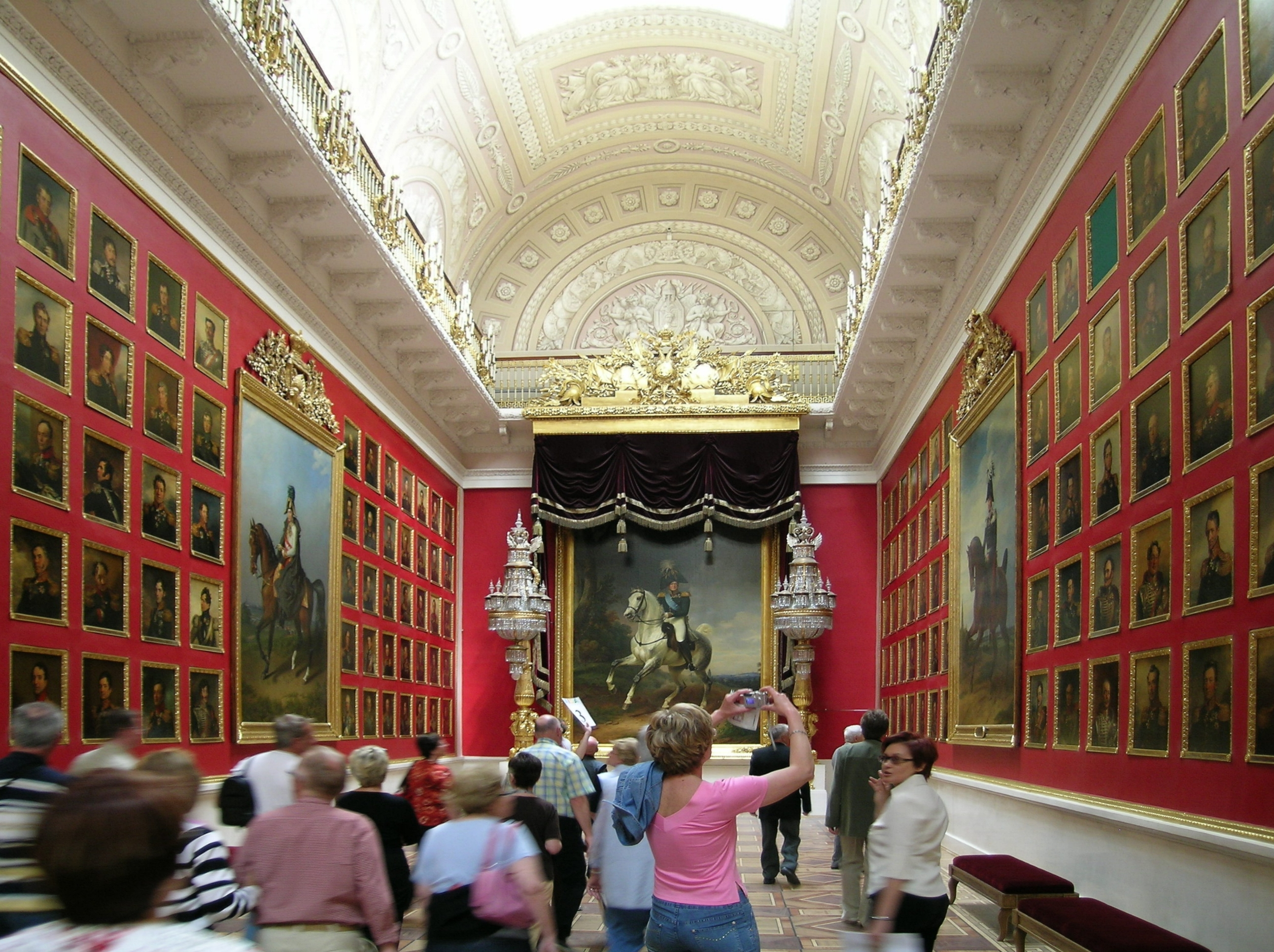
Ruhmeshalle der russischen Helden des Vaterländischen Krieges von 1812

Mehrere Familienmitglieder dienten in der schwedischen oder der kaiserlich-russischen Armee. Zu ihnen gehörten zum Beispiel Christopher, Gustav Magnus, Heinrich und Johann Odert von Rehren, die im Dienst des schwedischen Königs Karl XII. standen.
- Johann Friedrich von Rehren (1775–1813), der 1813 als kaiserlich-russischer Generalmajor[3] bei der Völkerschlacht bei Leipzig gefallen war und mit dem russischen Orden des Heiligen Georgs dekoriert worden war. Sein Bild (von G. Dowe gemalt) hängt in der Galerie der Generäle vom Jahre 1812 im Sankt Petersburger Winterpalast.[4] Weitere kaiserlich-russische Generalmajore waren:
- Balthasar Friedrich von Rehren (1788–1851), er wurde 1848 zum Generalmajor befördert und war zuletzt Kommandeur in Dünaburg[5]
- Theodor von Rehren (1828–1888) wurde 1885 als Generalmajor aus der kaiserlich-russischen Armee verabschiedet.[6]
- Ludmilla Helene Elisabeth Heymer, geborene von Rehren (1875–1927), Schriftstellerin[7]

## Wappen
Im blauen Wappenschild wird auf grünem Rasen ein laufender natürlicher Hirsch mit goldenem Geweih vor Laubbäumen dargestellt. Die Helmzier zeigt einen wachsenden Hirsch zwischen den Blau und Gold überrechten und geteilten Flug. Die Helmdecke ist Blau-gold.

## Stammtafel
Johann (Hans) von Rehren (1645–1689), Nobilitierung 1675
- Heinrich † 1690, Herr auf Nurms ⚭ Elisabeth Eberhardt † 1700
  - Heinrich von Rehren aus dem Hause Nurms, † 1750 Leutnant, Gründer der Linie I. ⚭ Agneta von Nolcken (1670–1750)
- Rembert († 1707) Herr auf Laugo, Rittmeister ⚭ Margaretha von Wedberg
  - Joachim Friedrich aus dem Hause Nurma (* 1685)  Gründer der Linie II.

### Linie I. Haus Nurms
Heinrich von Rehren († 1750), Herr auf Nurms, Leutnant ⚭ Agneta von Nolcken (1670–1750)
- Friedrich Reinhold, begraben 1769, Herr auf Laisberg und Holmhof ⚭ Margaretha von Vietinghoff (* 1718)
  - Johann Friedrich (1748–1780) Fähnrich und Assessor ⚭ Katharina Black
    - Heinrich Reinhold (1770–1833), Sergeant ⚭ Marie Mehlse († 1855)

  - Karl Adam (1749–1804) Secondmajor, Ordnungsrichter und Kreishauptmann, Herr auf Nurms ⚭ Louise von Berg (1752–1794)
    - Balthasar Friedrich  (1788–1851), kaiserlich-russischer Generalmajor ⚭ 1. Alexandra Eyler (* 1791), ⚭ 2. Rosa Skaratkewitsch
      - Theodor (* 1828), kaiserlich-russischer Oberst ⚭ Wera Popow

  - Gottlieb Christian (* 1750 in Laisberg; † 1841 in Sankt Petersburg), Fähnrich, Zollbeamter und Titularrat[9] ⚭ Gertrude con Ditmar (* 1757)
    - Johann Friedrich (* 1775 in Leppist, † gefallen 1813 bei Leipzig), kaiserlich-russischer Generalleutnant ⚭ Elisabeth Hesse

### Linie II. Haus Nurma
Joachim Friedrich von Rehren (1685–1734), Herr auf Laugo, Assessor ⚭ Hedwig von Güldenstubbe
- Joachim Niklas (1727–1802)
  - David Friedrich (1758–1810), Herr auf Ochtjas und Kaunifer, Rittmeister ⚭ Katharina von Güldenstubbe, getauft 1763
    - Anton Nikolaus Karl (1783–1862), Herr auf Laugo und Nurms, Leutnant ⚭ 1. Sophie von Aderkas (1788–1821), ⚭ 2. Emilie Clapier de Colongqe (1799–1871)
      - Karl Johann Emmanuel (1824–1907) Ingenieur und Gouvernementssekretär[10]  ⚭ Louise Ketzler (1831–1910)
      - Balthasar Alexander Eduard (1827–1872) Sekretär der öselschen Ritterschaft, Titularrat ⚭ Marie von Hunnius (1835–1920)
        - Otto Leonhard (1862–1921) Eisenbahnbeamter in Estland ⚭ Maria von Lingen (* 1872 in Warschau, † 1925 in Hamburg)
          - Ottomar Bernhard (* 1895), Bankbeamter ⚭ 1. Katharina von Lingen, ⚭ 2. Dorothea Gerullis

        - Bernhard Nikolai Ludwig (1864–1926), Herr auf Mettapäh ⚭ Helena Koch 1869
          - Hans Ulrich (* 1896), Fabrikbesitzer in Brüssel ⚭ 1. Hertha Brustkern (* 1900 in Lübeck), ⚭ 2. Dagmar von Minckwitz 1896

        - Theodor Reinhold (* 1865), Hofrat Akzisebeamter ⚭ Kamilla Knüppfer (1870–1926)
          - Werner Robert (* 1899 in Jewe), Dr. med. Chirurgie Hamburg-Altona ⚭ Else Scherer (* 1897)

    - Alexander (1788–1849) ⚭ Dorothea Bergmann (1792–1878)
      - Karl Ferdinand (1814–1894), Postbeamter, Titularrat ⚭ Liiso Orro (1843–1931)
        - Ludmilla Helene Elisabeth Heymer,[11] geborene von Rehren (1875–1927), Schriftstellerin

    - Gustav Magnus Peter (1790–1848) Konsistorialsekretär und Assessor ⚭ Karoline von Güldenstubbe (1794–1883)
      - Julius (1828–1866) Herr auf Leo ⚭ Emilie Schmidt (1831–1903)
- Georg Hermann Ludwig (* 1795), Stabskapitän, Titularrat[12]

## Besitzungen
Die Familie Rehren hatte ihren Besitzungen im Jahre 1653 neu organisiert und zählte zu ihren Gütern: Metzküll (1653–1781), Laugo und Nurms (1653 – 1692 und 1824–1843), Leo und Lode (seit 1834) und pfandweise Kusenöm (bis 1731).

### Metzküll
Zu den ersten Gutsherren zählten die Brüder Albert und Johann von Breitenbach, die dieses 1574 teilten. Johann erhielt demnach die Dörfer Metzküll und Möltsis, daraus entstand das Gut Metzküll. Durch eheliche Verbindungen und Erbschaften geriet Metzküll in den Besitz von Reinhold Lode, der 1629 von König Gustav Adelph von Schweden bestätigt wurde. Spätere Besitzer waren Gräfin Manteufel, Ludwig Wilhelm Manteufel, Baron Hans Fersen, Otto Johann von Anrep und Wilhelm von Engelhard.

### Laugo und Nurms
Die Brüder Carl Georg und Adam August kamen in den Besitz dieser Güter und veräußerten es 1792 an den Baron Dellingshausen. Bereits kurze Zeit später erwarb Carl Georg das Anwesen erneut und verpfändete es 1801 an Georg Friedrich von Saß, dessen Erben cedierten es 1824 an Carl Anton von Rehren, dem es nun endgültig übertragen wurde. Auch Laugo wurde im Jahre 1824 an die Familie Rehren überschrieben.

### Leo und Lode
Anfang des 15. Jahrhunderts bestand das Anwesen aus einem Hof Leo (estnisch: Lôo) und wurde 1473 zum Hof Lode, der auch als Lahye bekannt war. Das daraus entstandene Dorf Leo gehörte 1645 zu Kaimer, es wurde 1944 zusammen mit dem Gut zerstört. Ihre Besitzer waren von 1473 bis 1678 die Familie Wedberg und ab 1919 die Familie Ekesparre.